# Shantungosaurus

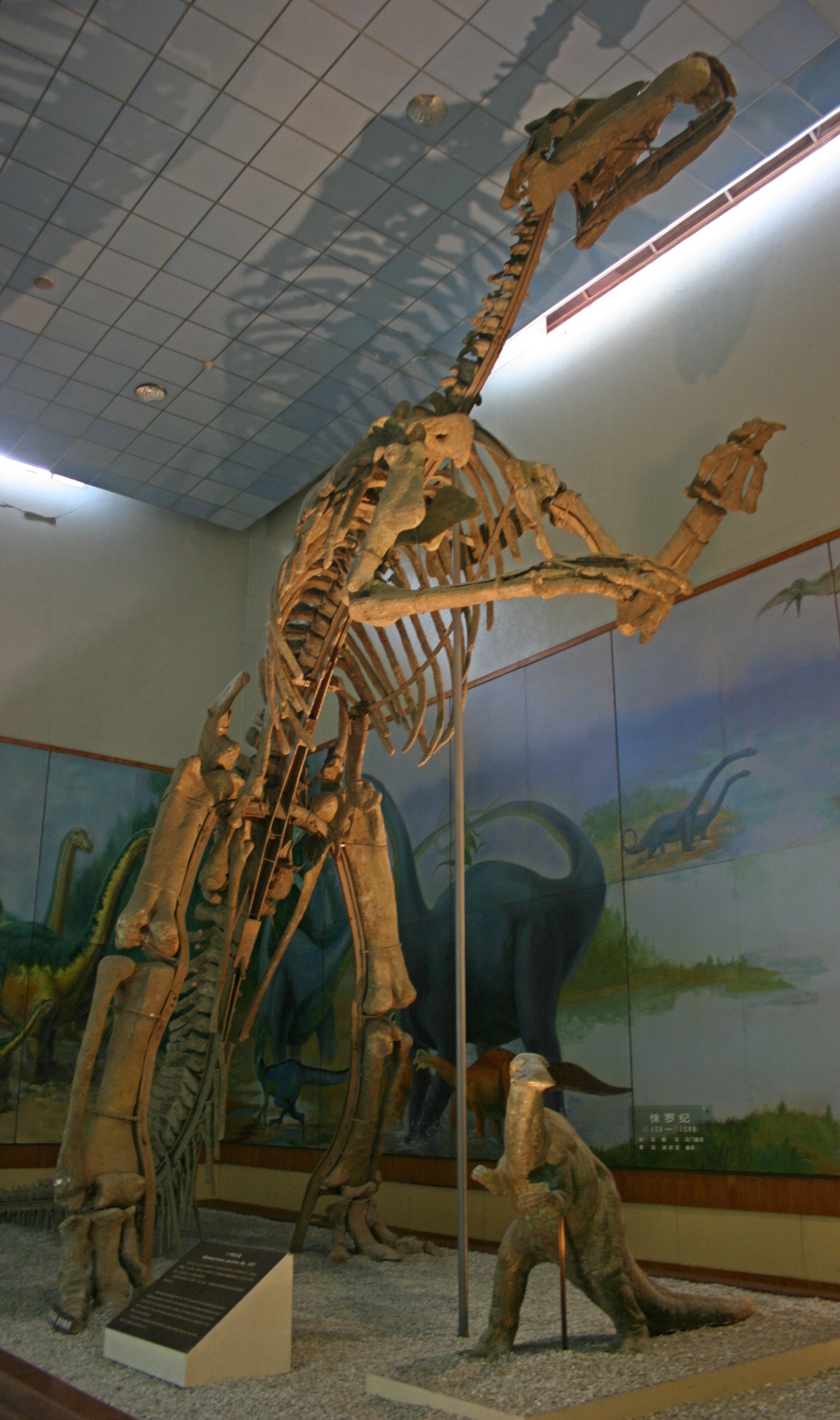
A Shantungosaurus csontváza a Shandong (Santung) Tartományi Múzeumban

A Shantungosaurus (jelentése „Shantung-gyík”) a laposfejű hadrosaurida dinoszauruszok egyik neme, amely a késő kréta korban élt a kínai Shandong-félszigeten (Santung) levő Wangshi-formáció (Vangsi) területén.
Ez az egyik leghosszabb és legnagyobb ismert hadrosaurida; egy közepes méretű egyed felállított csontváza, amely Kínában, a pekingi Geológiai Intézetben található, 14,7 méter hosszú, a holotípus példány koponyájának hossza pedig 1,63 méter. A nagyobb példányok a 16,6 méteres hosszt is elérhették. A nem tömegét 16 tonnára becsülték. Szokatlanul hosszú farokkal rendelkezett, ami feltehetően az állat nagy tömegének csípőnél történő kiegyensúlyozására szolgált.
A többi hadrosauridához hasonlóan a csőre fogatlan volt, de az állcsontokban körülbelül 1500 apró rágófog helyezkedett el. Az orrlyukai közelében egy nagy nyílás volt, amit talán egy laza bőrlebeny fedett, hangok kibocsátását téve lehetővé.

## Felfedezés és fajok
Az 1964-ben felfedezett Shantungosaurus öt részleges csontváz alapján ismert. A rendelkezésre álló leletanyag alapján nagyon hasonlít az Edmontosaurusra, mellyel több közös tulajdonsággal is rendelkezik.

## Fordítás
- Ez a szócikk részben vagy egészben a Shantungosaurus című angol Wikipédia-szócikk ezen változatának fordításán alapul.  Az eredeti cikk szerkesztőit annak laptörténete sorolja fel. Ez a jelzés csupán a megfogalmazás eredetét és a szerzői jogokat jelzi, nem szolgál a cikkben szereplő információk forrásmegjelöléseként.

## Külső hivatkozások
- 'Shantungosaurus giganteus'. DinoData. (Hozzáférés: 2009. november 12.)